# روآبروک تاج‌دار
روآبروک تاج‌دار یا برکه‌نورد تاج‌دار (نام علمی: Irediparra gallinacea) نام یک گونه از تیره روآبروک است.